# ایلکینه‌یوو
ایلکینه‌یوو (انگلیسی: Ilkineyevo) یک شهرک در شهرستان کویورگازینسکی جمهوری باشقیرستان در کشور روسیه است.